# NOTEBOOK II〜冒険ノート中〜
『NOTEBOOK II〜冒険ノート中〜』（ノートブック2 ぼうけんノートちゅう）は、日本のシンガー・ソングライター榎本くるみの2枚目のアルバム。2009年1月21日にリリースされた。発売元はフォーライフミュージックエンタテイメント。

## 概要
1stアルバム『NOTEBOOK I〜未来の記憶〜』から1年8ヶ月ぶりのアルバム。
前作以降にリリースされたシングル5本の収録曲11曲と新曲6曲（うち2曲はインストゥルメンタル）の合計17曲を収録。両A面シングル「リアル/She」の2曲目のA面曲「She」は収録されなかった。

## 収録曲
1. note
インストゥルメンタル。次曲へメドレーで繋がる。
2. リアル
5thシングル。
3. 冒険彗星
9thシングル。TVアニメ「テイルズ オブ ジ アビス」ED曲。
4. エメラルド
5. EPISODE I
6. 未来記念日
7thシングル。TBS「CDTV」3月度エンディングテーマ。
7. 朝顔
9thシングルc/w。
8. サンタさんはいないんです。
9. ファントム
10. 夕陽が丘
6thシングル。
11. イエスタデイズ〜大切な贈りもの〜
8thシングル。映画「イエスタデイズ」主題歌。
12. 昨日の未来
7thシングルc/w。
13. みんな元気
6thシングル。
14. 雨降り小僧
6thシングルc/w。冒頭の雨のSEが削除されている。
15. ぼくのうた
9thシングルc/w。
16. book
インストゥルメンタル。次曲へメドレーで繋がる。
17. CURE
5thシングルc/w。表記はないがアルバム・バージョンで、アレンジが大きく修正されている。